# La musa gitana (Julio Romero de Torres)
La musa gitana es un cuadro realizado en 1907 por el pintor español Julio Romero de Torres. Sus dimensiones son de 97 × 158,5 cm.
Muestra el desnudo integral de una joven, para cuya realización, Romero de Torres, tomó como modelo a Ana López Carasucia. Este cuadro consiguió la primera medalla en la Exposición Nacional de Bella Artes en 1908, siendo adquirida por el Estado español.
Se expone en el Centro Andaluz de Arte Contemporáneo de Sevilla en depósito del Museo Nacional Centro de Arte Reina Sofía.